# Maluru
Maluru (Maluro) ist ein osttimoresischer Suco und Aldeia im Verwaltungsamt Viqueque (Gemeinde Viqueque).

## Geographie

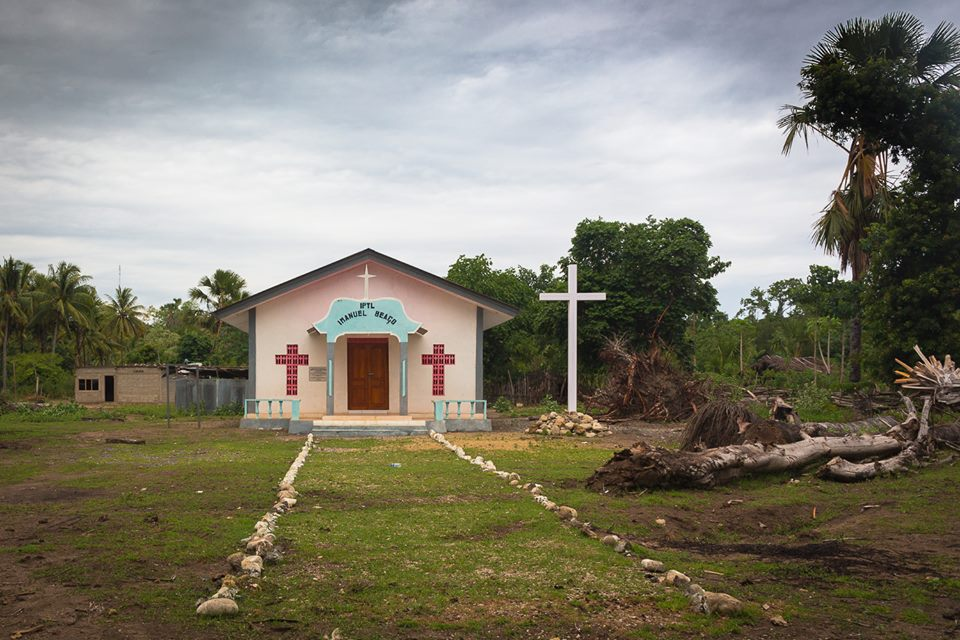
Immanuelkirche in Beaco

Vor der Gebietsreform 2015 hatte Maluru eine Fläche von 14,15 km². Nun sind es 33,95 km². Der Suco liegt im Südosten des Verwaltungsamts Viqueque am Ufer der Timorsee. Westlich befindet sich jenseits des Flusses Cuha der Suco Uma Quic, östlich, jenseits des Flusses Bularan der Suco Fatudere, nordwestlich, jenseits des Flusses Lee (der in den Cuha mündet) der Suco Uma Uain Craic und nordöstlich der Suco Caraubalo.
Die südliche Küstenstraße, eine der wichtigsten Verkehrswege Osttimors, durchquert den Suco. An ihr liegt der Ort Bibiluto, südlich davon das Dorf Momoinento (Momomento) und nördlich das Dorf Rai Tahu (Raitahu). In Bibiluto gibt es eine Grundschule.
Im Suco befinden sich die drei Aldeias Loho Oan, Macalosso und Maluru.

## Einwohner
In Maluru leben 1.024 Einwohner (2022), davon sind 510 Männer und 514 Frauen. Im Suco gibt es 250 Haushalte. Über 92 % der Einwohner geben Makasae als ihre Muttersprache an. 4 % sprechen Tetum Terik und Minderheiten Sa'ane oder Idalaka.

## Geschichte

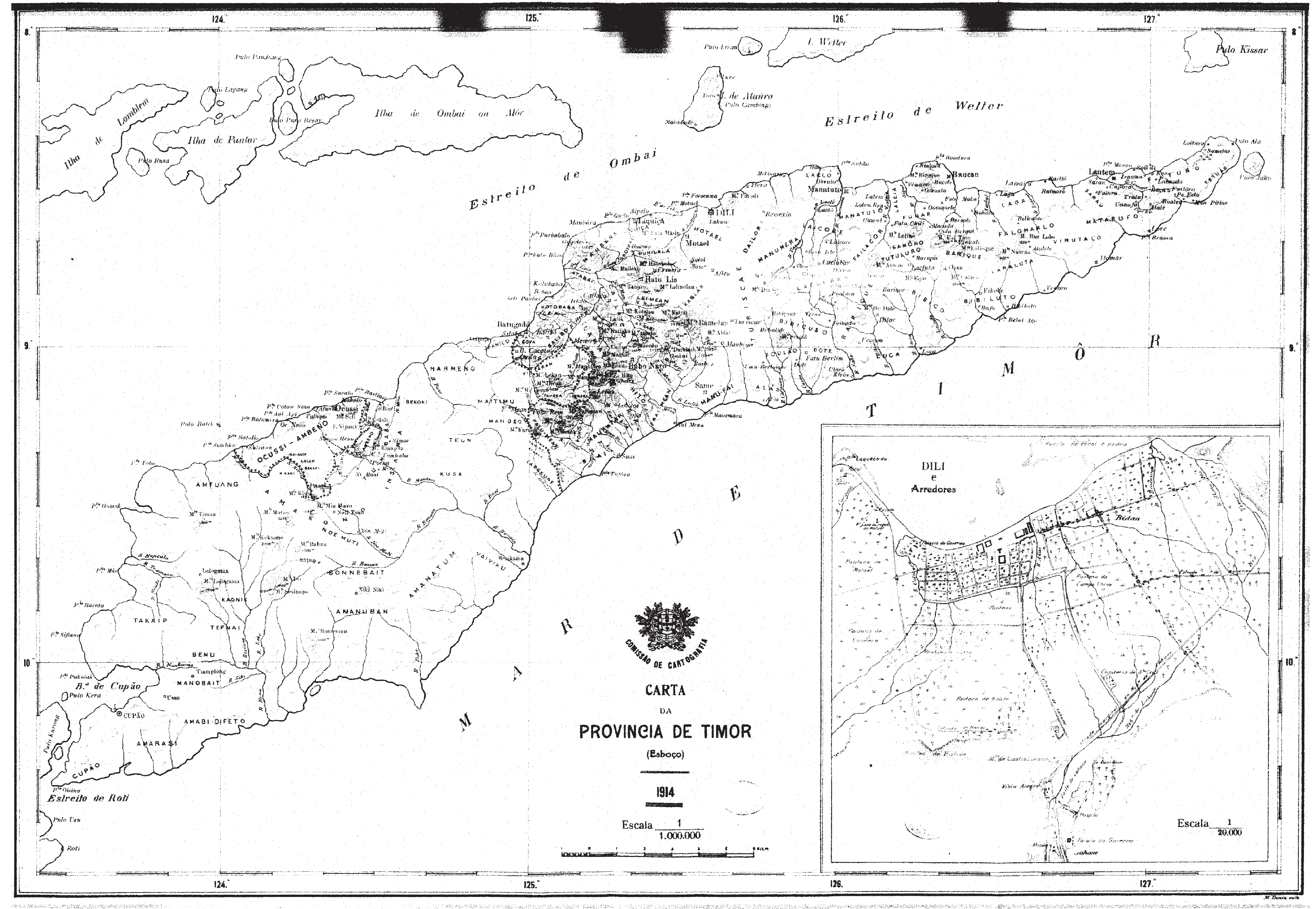
Auf einer portugiesischen Karte von 1914 dominiert Bibiluto die heutige Gemeinde Viqueque

Bibiluto war ein traditionelles Reich Timors, das von einem Liurai regiert wurden. Es erscheint unter anderem auf einer Liste von Afonso de Castro, einem ehemaligen Gouverneur von Portugiesisch-Timor, der im Jahre 1868 47 Reiche aufführte.

## Politik
Bei den Wahlen von 2004/2005 wurde Jeronimo Pinto zum Chefe de Suco gewählt und 2009 in seinem Amt bestätigt. Bei den Wahlen 2016 gewann Francisco Amaral.